# Observatorio Paranal

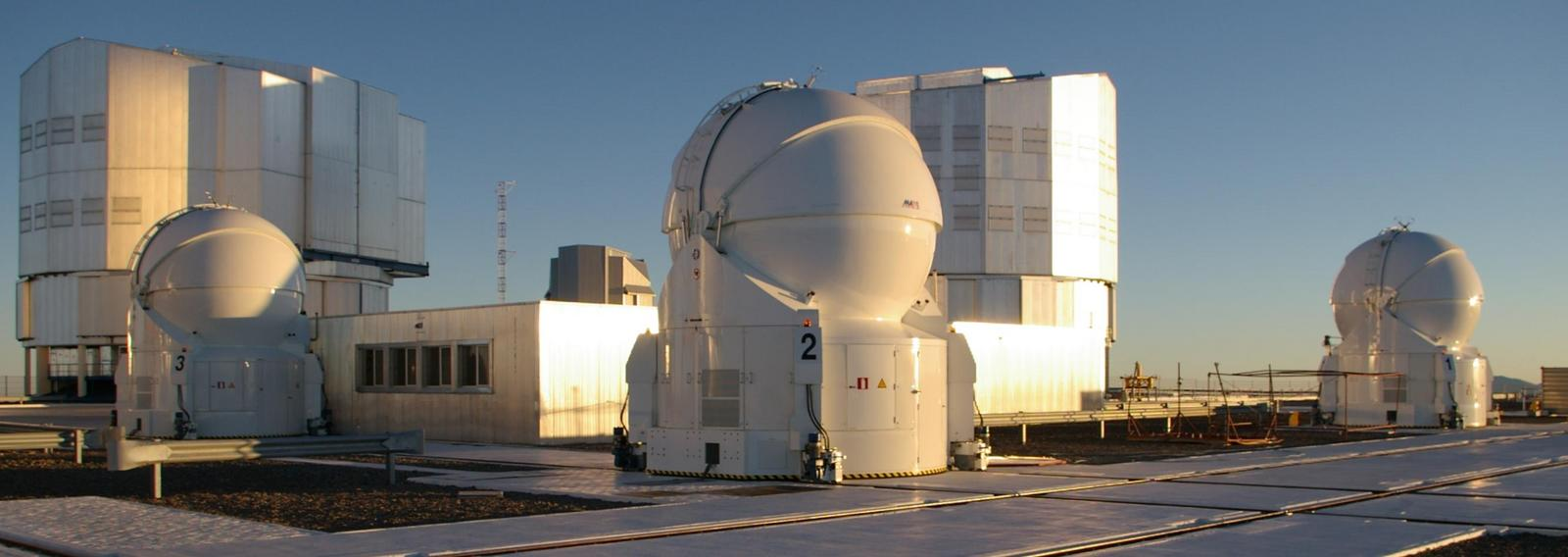
Laboratorios AT y VLTI

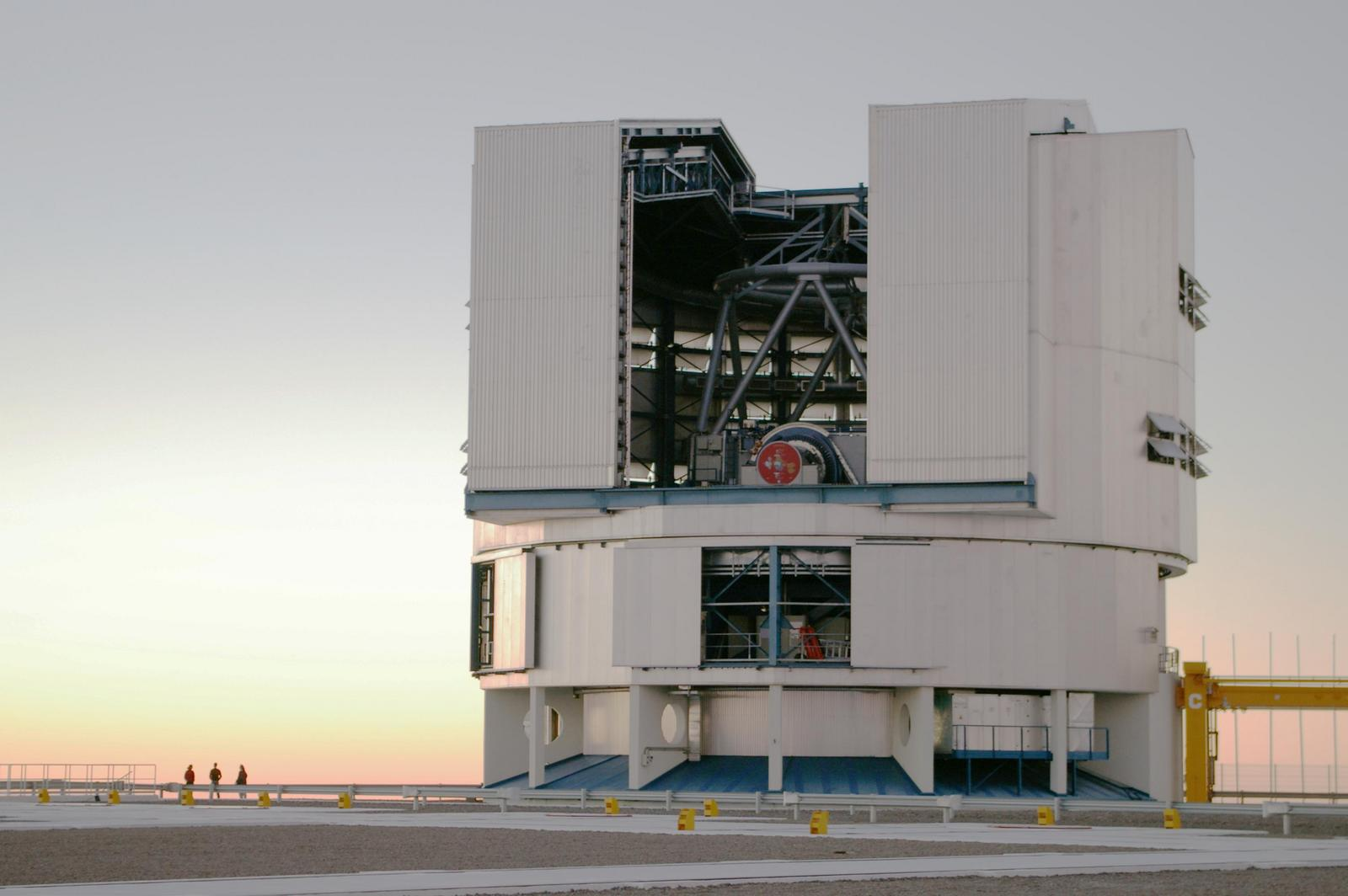
Telescopio UT1 (Antu) abierto.

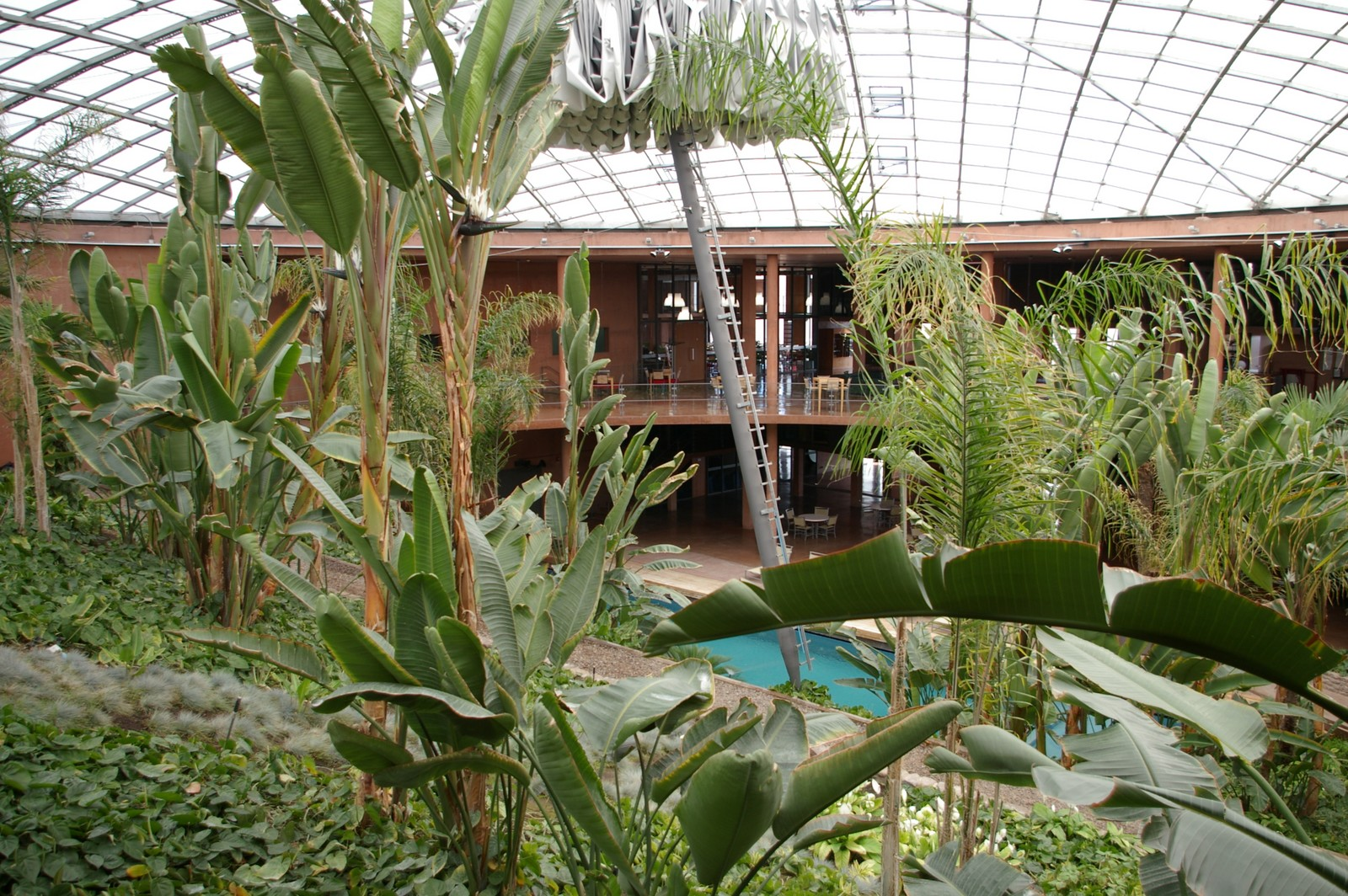
Residencia del Observatorio Paranal.

El Observatorio Paranal es un observatorio astronómico óptico operado por el Observatorio Europeo Austral, ubicado en la comuna de Taltal, región de Antofagasta, Chile.
Se encuentra sobre el Cerro Paranal en el desierto de Atacama, perteneciente a la cordillera de la Costa, a 2635,43 m s. n. m., a 130 km al sur de Antofagasta y a 12 km de la costa

## Historia
El 16 de enero de 1988, el gobierno de Chile donó 72 500 hectáreas al European Southern Observatory (ESO), para la construcción del observatorio astronómico, cuya inversión rondó los USD 1.100.000.000.
El 21 de febrero de 1995, la Corte Suprema dictaminó la detención de los trabajos, resolución que no tuvo efecto ya que la Cancillería le dio inmunidad de jurisdicción al proyecto.
El 4 de diciembre de 1996, fue inaugurado de manera simbólica el observatorio por el entonces Presidente Eduardo Frei Ruiz-Tagle y el Rey de Suecia Carlos XVI Gustavo.
El 28 de mayo de 1998, la ESO entregó las primeras imágenes captadas por el observatorio. Estas correspondieron a la estrella Eta Carinae y fueron captadas por el telescopio Antú.
El primer telescopio en entrar en operación fue Antú (Sol), en mayo de 1998. En abril de 2000, se inauguró Küyén (Luna), y en 2001, Yepún (Venus) y Melipal (Cruz del Sur), en junio y agosto respectivamente.
Fue un lugar de rodaje de la película de James Bond "Quantum of Solace" en 2008.

## Composición y diseño.
El Observatorio Paranal se compone por el Very Large Telescope (VLT), que posee cuatro telescopios de 8,2 m. Estos cuatro telescopios principales pueden combinar su luz para utilizar un quinto instrumento, el Very Large Telescope Interferometer (VLTI). Estos telescopios tienen nombres tomados del idioma mapuche: Antú (Sol), Kueyén (Luna), Melipal (Cruz del Sur) y Yepún (Venus).
Además posee cuatro Auxiliary Telescopes (AT) de 1,8 m que pueden añadirse al VLTI en caso de que los telescopios principales estén siendo utilizados en otros proyectos, un VLT Survey Telescope (VST) de 2,5 m y el Visible & Infrared Survey Telescope for Astronomy (VISTA)  de 4 m, con amplios campos de visión para examinar áreas extensas del cielo de manera uniforme.

## Otros edificios
Además de los telescopios, los edificios de control y las instalaciones de mantenimiento, Paranal tiene una Residencia (ESO hotel), que ofrece alojamiento para el personal y los visitantes. Este se encuentra 200 m inferior y 3 km de los telescopios. Está construido en medio de la montaña con el color para mezclarse con el paisaje concreto. Cuenta con un gimnasio, una piscina, un restaurante y dos jardines. La construcción fue decorado por la arquitecta chilena Paula Gutiérrez Erlandsen.

## Personal
Los ingenieros, científicos y astrónomos son reclutados tanto en Chile como en otros países de preferencia miembros de la ESO.
Los empleados residen en Antofagasta o en Santiago y realizan turnos de trabajo en Cerro Paranal. Hay personal que trabaja de lunes a viernes y descansa los sábados y domingos y otros que lo hacen en turnos de 14 días en el observatorio y 14 días de descanso en su lugar de residencia.

## Galería

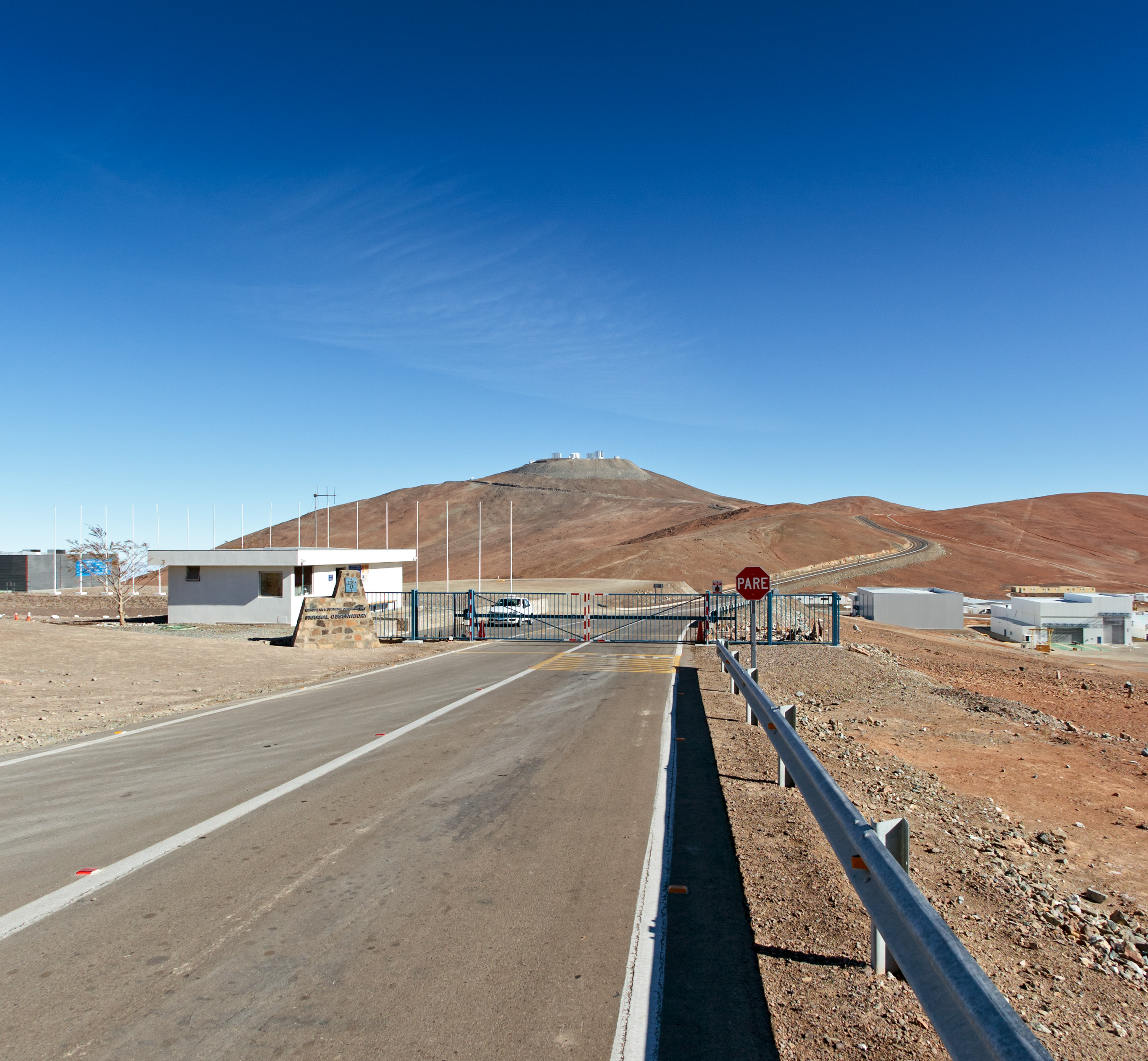
Entrada principal del Observatorio Paranal.
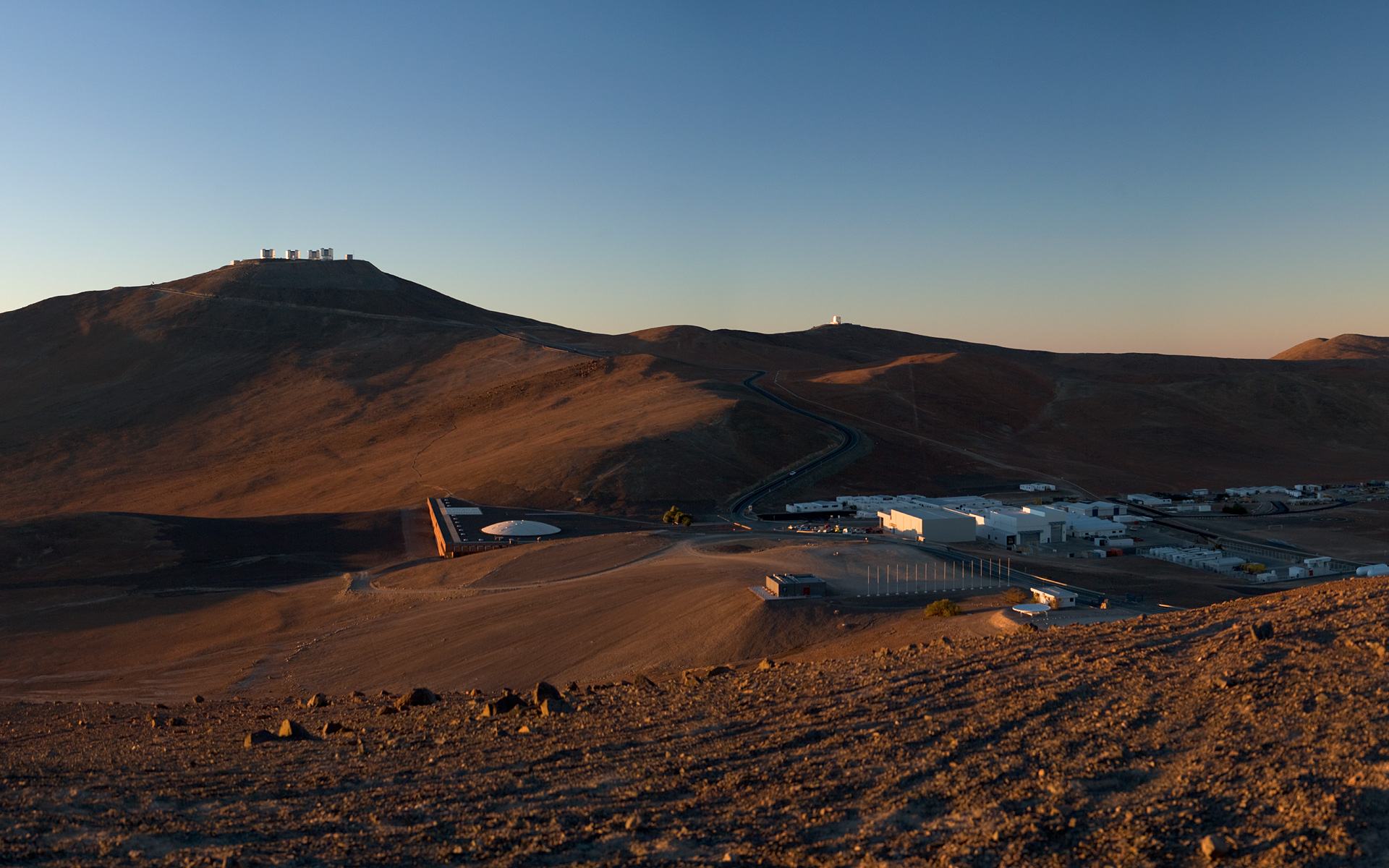
Observatorio Paranal incluyendo el campo base y la Residencia.
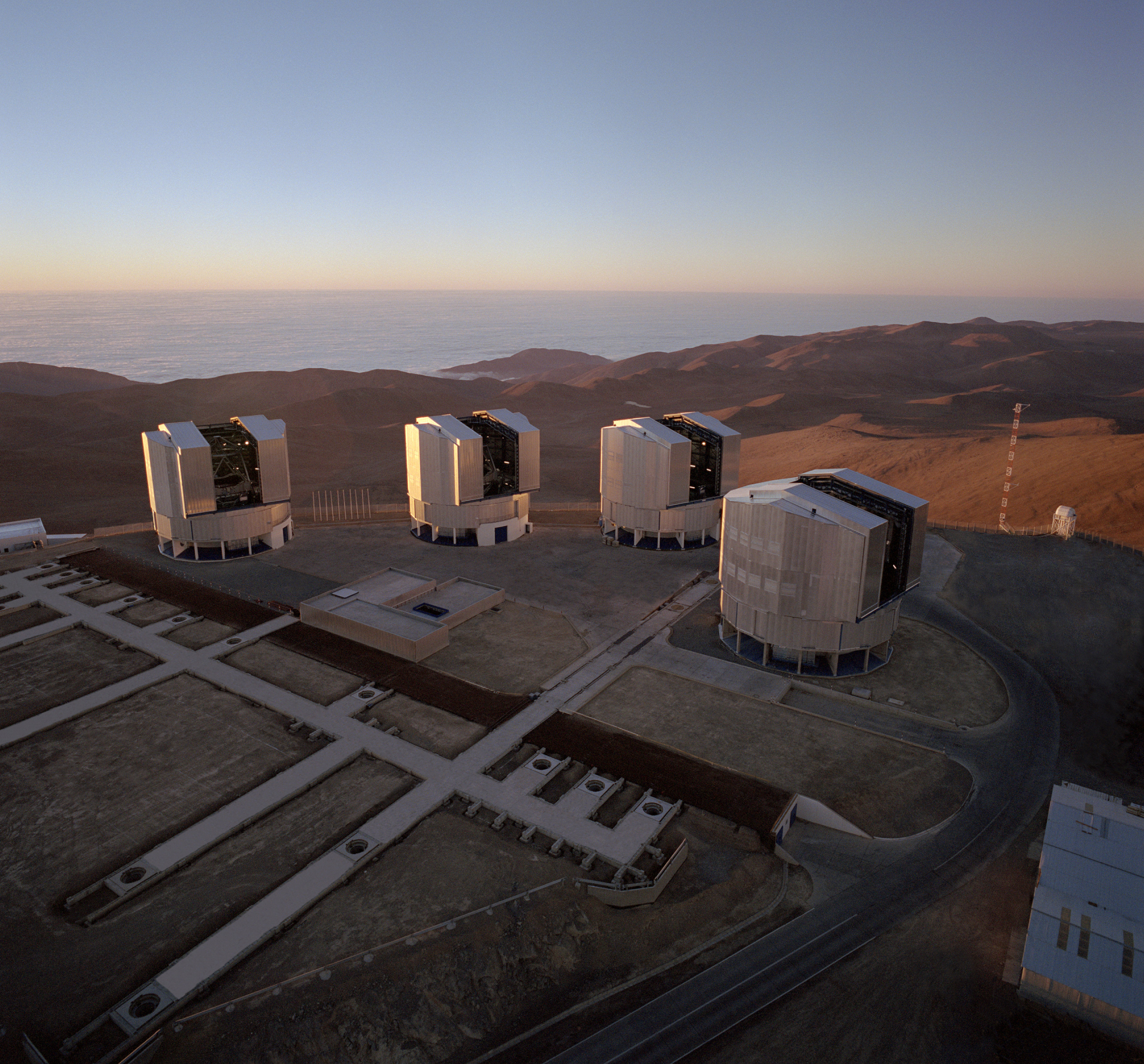
Vista aérea.
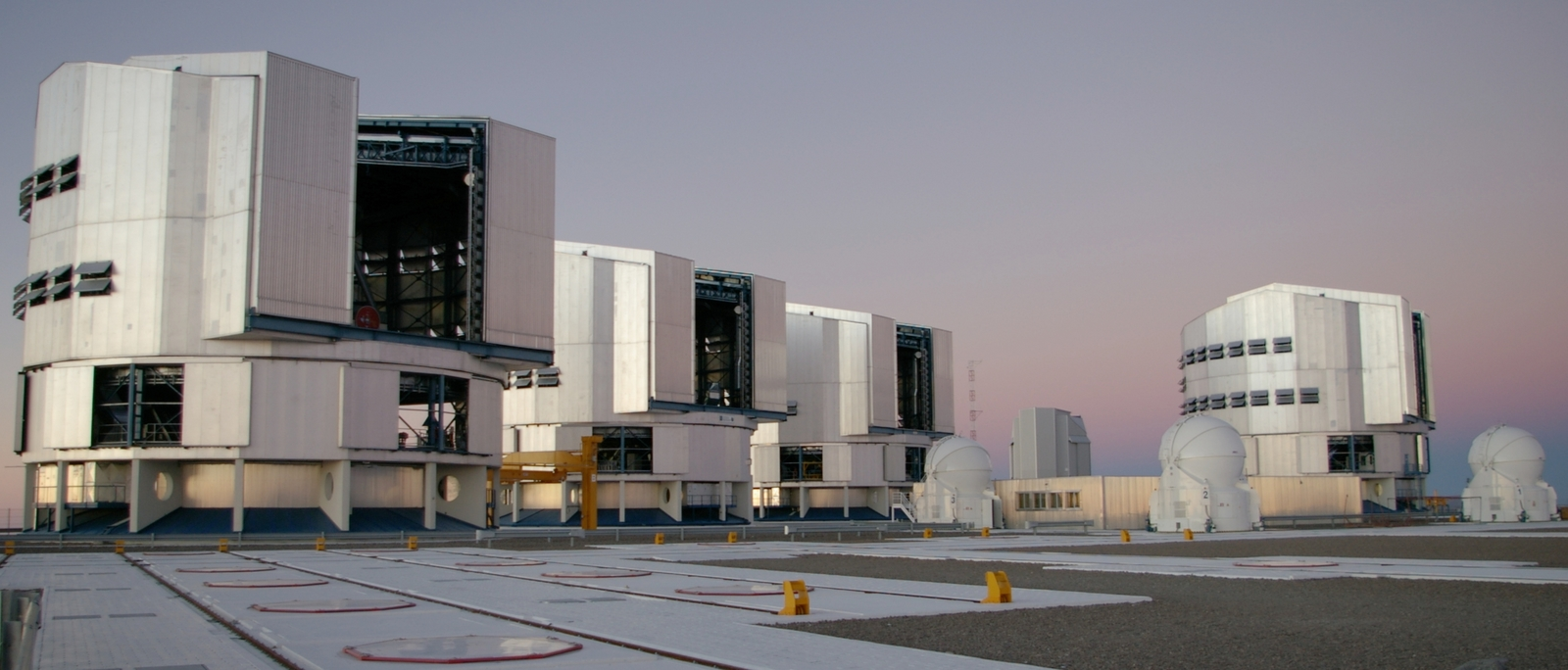
Plataforma Paranal.
Instrumentos
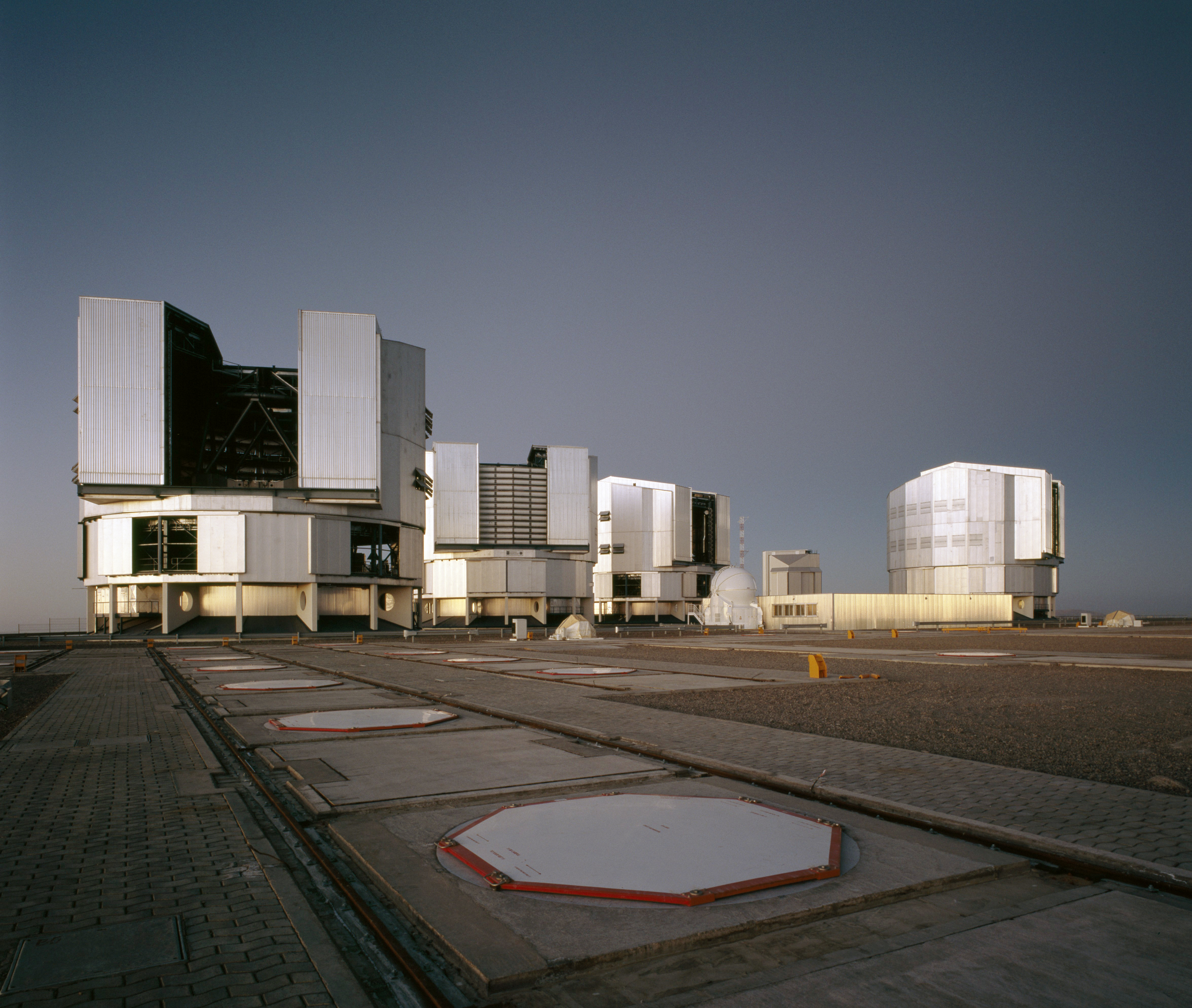
La plataforma M establece como es la noche.
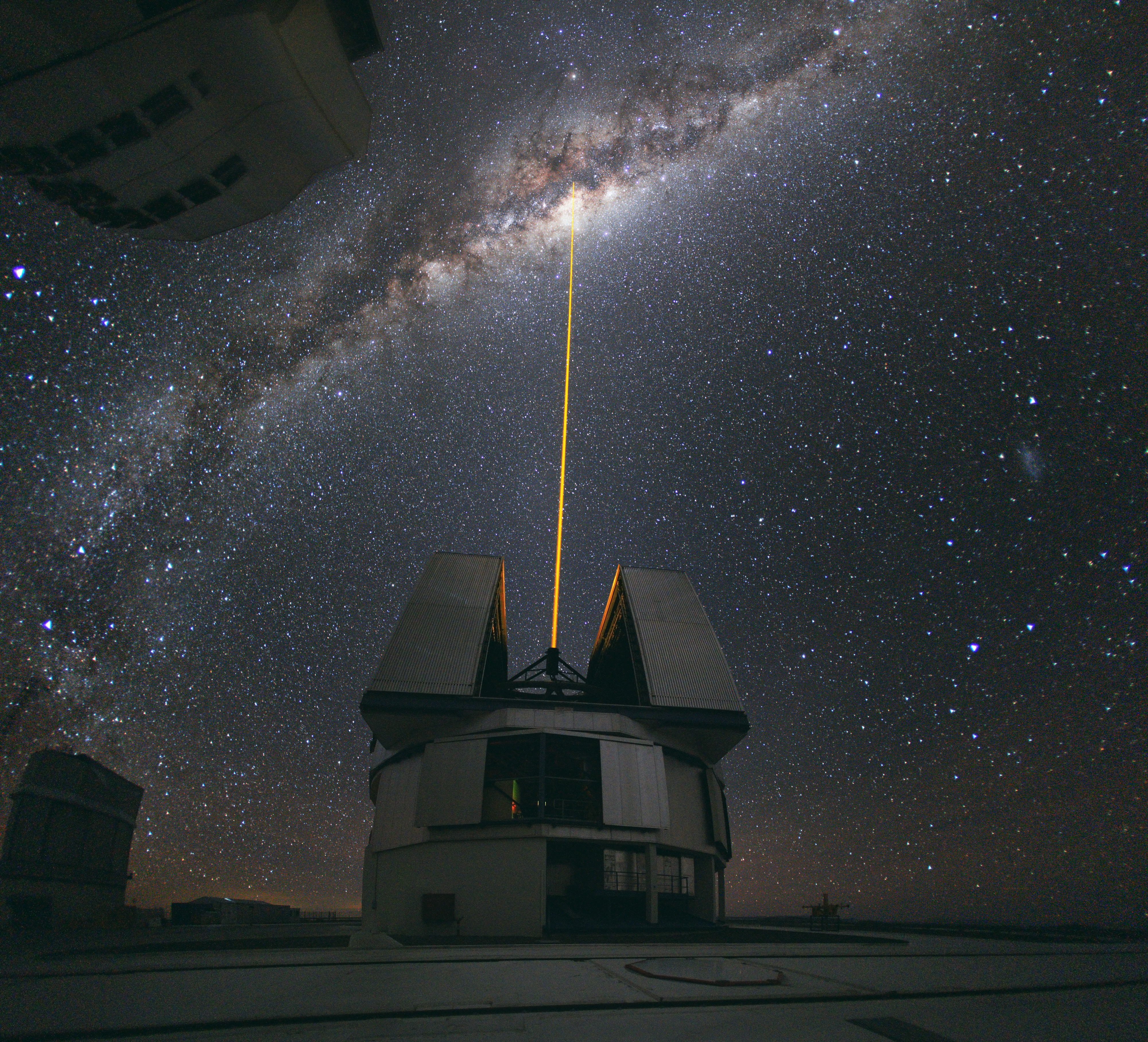
Al observar el centro de la Vía Láctea mediante la instalación de estrella guía láser en Yepun, uno de los cuatro telescopios del Very Large Telescope (VLT)
- Time-lapse de la noche en el Observatorio Paranal de ESO en Chile, mostrando las Nubes de Magallanes, en la parte superior central de la imagen.